# PTW 4: The Mystery
PTW #4: The Mystery – gala wrestlingu wyprodukowana przez federację i z zawodnikami Prime Time Wrestling. Odbyła się 25 czerwca 2023 w Centrum Kultury Czasoprzestrzeń we Wrocławiu. Emitowana była na żywo za pośrednictwem serwisów YouTube, DAZN oraz FITE. Była to czwarta duża gala organizowana przez federację. 
Na gali odbyło się osiem walk. W walce wieczoru PAKA (Disco Pablo i Taras) pokonała Pure Gold (Vic Golden i Gabriel Queen) w tables matchu wyłaniającym inauguracyjnych PTW Tag Team Championów. W innych ważnych walkach, Robert Star obronił DPW World Championship w walce z Dawidem „Puncherem” Seńko, Olgierd pokonał Bora, a Diana Strong pokonała Amale. 

## Produkcja i rywalizacje
THE MYSTERY oferowało walki profesjonalnego wrestlingu na bazie wyreżyserowanych rywalizacji (storyline'ów). Wrestlerzy są przedstawieni jako heele (negatywni, źli zawodnicy i najczęściej wrogowie publiki) i face’owie (pozytywni, dobrzy i najczęściej ulubieńcy publiki), którzy rywalizują pomiędzy sobą w seriach walk mających budować napięcie. Kulminacją rywalizacji jest walka wrestlerska lub ich seria.

### PAKA vs. Pure Gold
Po przegranym pojedynku z Joe Hendrym na gali BLACKOUT Gabriel Queen zwolnił swego dotychczasowego ochroniarza, Taxi Złotówę, z powodu niekompetencji, która doprowadziła do jego porażki. Na następnych galach z cyklu Underground po kolejnych porażkach w starciach z Krampusem oraz Tarasem, nawiązał on stałą współpracę z również zmagającym się z serią porażek Vickiem Goldenem tworząc tag team Pure Gold. Niepokonani w walkach drużynowych rozpoczęli swoją rywalizację z do tej pory najpopularniejszą grupą w federacji, PAKĄ, o miano najlepszej drużyny w PTW i potencjalnych pierwszych zdobywców PTW Tag Team Championship. Na gali PTW #3: Legends Pure Gold w kontrowersyjny sposób zwyciężyło z PAKĄ, przez co rywalizacja została kontynuowana. W trakcie gali PTW Underground 15 przed podpisaniem kontraktu na walkę Pure Gold przy wsparciu Legii Łysych zaatakowali PAKĘ rzucając Borem przez stół. W wyniku tego ataku walka na gali The Mystery została zapowiedziana jako tables match.

### Robert Star vs. Puncher
Po gali BLACKOUT Dawid „Puncher” Seńko rozpoczął długą serię zwycięskich pojedynków na galach Underground, dominując w każdej walce. Twierdząc, że udowadnia swą "dominację genetyczną" nad przeciwnikami – w szczególności nad tymi pochodzącymi zza granicy – zapoczątkował swą rywalizację z „Polskim Ogierem” Robertem Starem. Konflikt sprowokowany był między innymi faktem działalności Roberta poza granicami Polski, jako zawodnika występującego w zagranicznych federacjach (w szczególności w Danii). Rywalizacja zaostrzyła się, gdy w trakcie walki Puncher vs Marcelito na gali PTW Underground 9 Robert Star interweniował w pojedynku odwracając uwagę Punchera, co wykorzystał skazywany na porażkę Marcelito, wygrywając pojedynek i kończąc zaskakująco serię Punchera. Rywalizacja nie zakończyła się również w trakcie gali Legends, kiedy to Puncher omyłkowo znokautował sędziego, a w trakcie zamieszania udało mu się odwrócić uwagę Roberta, który to poniósł porażkę.

## Wyniki walk
| Nr                                 | Wyniki                                                                                      | Stypulacje                               | Czas  |
| ---------------------------------- | ------------------------------------------------------------------------------------------- | ---------------------------------------- | ----- |
| 1                                  | Budapest Bastards (Renegade i Nitro) pokonali Axela Foxa i Jonny’ego Storma poprzez pinfall | Tag team match                           | 10:02 |
| 2                                  | Olgierd pokonał Bora poprzez pinfall                                                        | Singles match                            | 6:09  |
| 3                                  | Diana Strong pokonała Amale poprzez pinfall                                                 | Singles match                            | 9:00  |
| 4                                  | Krampus pokonał Petera Tihany’iego poprzez pinfall                                          | Singles match                            | 8:50  |
| 5                                  | Samson pokonał Marcelito poprzez pinfall                                                    | Singles match                            | 9:51  |
| 6                                  | Wiktor Longman pokonał Rafiego Rarytasa poprzez pinfall                                     | Singles match                            | 8:39  |
| 7                                  | Robert Star (c) pokonał Punchera poprzez pinfall                                            | Singles match o DPW Worlds Championship  | 12:51 |
| 8                                  | PAKA (Disco Pablo i Taras) pokonali Pure Gold (Gabriel Queen i Vic Golden)                  | Tables match o PTW Tag Team Championship | 19:01 |
| (c) – mistrz/mistrzyni przed walką |                                                                                             |                                          |       |